# Bohutice
Bohutice (in tedesco Bochtitz) è un comune della Repubblica Ceca facente parte del distretto di Znojmo, in Moravia Meridionale.